# باك غرانت
باك غرانت هو لاعب هوكي الجليد كندي، ولد في 27 سبتمبر 1894 في وينيبيغ في كندا، وتوفي في 12 فبراير 1982.

## وصلات خارجية
- باك غرانت على موقع HockeyDB.com (الإنجليزية)